# Ози Озбърн
Джон Майкъл Озбърн (на английски: John Michael Osbourne), познат в музикалните среди като Ози Озбърн (Ozzy Osbourne), е британски рок музикант, роден на 3 декември 1948 година в Астън, Бирмингам (Англия). Ози е съосновател и първи вокалист на рок и метъл групата Black Sabbath, а по-късно осъществява успешна солова кариера и се превръща в една от емблемите на съвременната хардрок и метъл музика, спечелвайки си прозвището „Принца на Мрака“.

## Биография
Още в ранна детска възраст Ози мечтае за музикалната сцена, която освен удоволствие, също така е възможност да се отскубне от тежкото си ежедневие на дете в бедно работническо семейство. Запалва се по Бийтълс, след като чува техни песни по радиото и решава да се пробва като вокалист. В тийнейджърските си години Ози се изявява като дребен джебчия, обирайки и няколко къщи, докато не е хванат от полицията и затворен зад решетките за шест месеца. От този период датира татуировката „ozzy“ на пръстите на лявата му ръка. След като излиза от затвора, работи известно време като тестващ клаксони на коли в малък автомобилен завод, както и като помощник в кланица.
Първата му група се нарича The Music Machine, последвана от The Approach, свирейки главно ритъм енд блус. Напуска групата след неразбирателство относно стиловата насока и се присъединява към Rare Breed, където среща Терънс „Гийзър“ Бътлър (с когото по-късно ще основе групата Black Sabbath). Скоро и тази формация се разпада, но Ози и Бътлър завързват приятелство. Бътлър получава покана да се присъедини към желаещите да сформират нова група китарист Тони Айоми и барабанист Бил Уорд, които идват от успешна ъндърграунд група, наречена Mythology. Ози е привикан за вокалист, Бътлър хваща баса, а към тях се присъединяват и саксофонистът Алън Кларк и още един китарист на име Джим Филипс. Новосформираната от тях група е наречена Polka Tulk Blues Band, чието име е по предложение на Ози, след като го вижда на кутия с талкова пудра. Скоро след това Кларк и Филипс напускат, поради несъвпадане на идеите и групата остава в четиричленен състав и бива прекръстена на Earth, а малко по-късно на Black Sabbath.

### Кариера в Black Sabbath
Стиловата насока на новата група претърпява рязка промяна, след като една вечер, гледайки филм на ужасите в бирмингамско кино, Ози е осенен от идея и се обръща към седящия до него Бътлър с думите: „Щом хората си плащат да гледат страшни филми, защо да не си плащат да слушат и страшна музика“. Това, заедно с увлечението на Бътлър по писателя фантаст и окултист Денис Уетли, става причина за написването на поредица песни на окултна тематика с тежко звучене, което се превръща в запазена марка на групата в първите четири албума, поставяйки началото на метъл музиката. Албуми като „Black Sabbath“, „Paranoid“ и „Sabbath Bloody Sabbath“ се превръщат в емблематични творби в историята на жанра.
Групата изживява небивал комерсиален успех, което обаче довежда до разпуснат живот на някои членове, включително Ози, който започва все по-често да употребява алкохол и наркотици. С течение на времето китаристът Айоми все по-настоятелно налага по-прогресив ориентиран саунд и различни експерименти в стилова насока, с което Ози не е съгласен. Последните два албума на Блек Сабат от 70-те години "Technical Esctasy" и "Never Say Die" не постигат същия успех като предшествениците си. Озбърн напуска групата за два месеца в края на 1977 г., но скоро се завръща отново. През 1979 г. конфликтите между членовете на групата нарастват и Ози бива изхвърлен от групата. Като причина е изтъкната ненадеждност в работния процес и злоупотребата с наркотици. Мястото му заема Рони Джеймс Дио. Зависимостта му от алкохол и наркотици се засилва, което довежда до раздяла с първата му жена Телма (от която има и две деца, Джесика и Луис, които остават да живеят при майка си). Въпреки всичко Ози не изоставя музиката и решава да започне солова кариера.
През 1985 г. Озбърн се събира с оригиналните членове на Блек Сабат за изява на Live Aid. През 1992 г. в рамките на първото прощално турне на Ози "No more tours" Айоми, Бътлър и Уорд участват на концерта в Коста Меса, Калифорния. Четиримата оригинални членове се събират окончателно през 1997 г. и през декември излиза концертният албум "Reunion". Сабат планира издаването на нов албум през 2001 г., но тези планове се провалят. Групата е активна до 2006 г., а между 2006 до 2010 г. Тони Айоми и Гийзър Бътлър участват в групата "Heaven and hell" с Рони Джеймс Дио и Вини Аписи.
През ноември 2011 г. Блек Сабат се събира отново, но впоследствие Бил Уорд не взима участие. През 2013 г. групата издава последния си албум "13", а на барабаните е Брад Уилк. В периода 2016 – 2017 г. Блек Сабат изнасят прощалното турне "The End".
На 5 май 2025 г. Блек Сабат изнася последния си концерт – "Back to the beginning", като е в оригинален състав за първи път от 2005 г. Събитието е посетено от над 40 000 души и е гледано по света от над 5 милиона. Всички приходи са дарени за благотворителност.

### Солова кариера
Ози се жени повторно за Шарън, която става и негов мениджър и заедно основават соловата му група с китарист Ранди Роудс, басист Боб Дейзли и барабанист Лий Керслейк. През септември 1980 излиза първият му албум, наречен „Blizzard of Ozz“, а звученето му много наподобява ранните творби на Black Sabbath с предимно окултната си тематика и тежки китари, но по-разнообразни и технични. Първоначалната идея е групата да се нарича Blizzard of Ozz, а на обложката на едноименния първи албум да присъства и името на Ози. Издателската компания обаче по погрешка поставя името на Ози с големи букви, а Blizzard of Ozz е написано със значително по-малки. Така сред широката общественост групата става популярна под името Ozzy Osbourne Band, което се възприема и от членовете на групата като официално наименование. Албумът включва хитовите парчета „Crazy Train“ и „Mr. Crowley“, извели го до номер седем в класациите на САЩ. Малко преди записването на втория студиен албум Дейзли и Керслейк са заменени от Томи Олдридж и Руди Сарзо. На 7 ноември 1981 се появява албумът „Diary of a Madman“. И този албум е доста успешен и Ози тръгва на международно турне. На един от концертите някой от публиката хвърля прилеп на сцената. Ози го хваща и му отхапва главата, мислейки го за играчка. Концертът е прекратен, а Ози веднага откаран в болница, за да му бъде бита ваксина против бяс. През март 1982 основният китарист на групата и най-добър приятел на Ози Ранди Роудс загива в самолетна катастрофа, което е причината Ози да изпадне в дълбока депресия. Заплануваният live-албум от концертите с Роудс е заменен с такъв с живи изпълнения на песни от ерата на Ози в Black Sabbath, озаглавен „Speak of the Devil“. На китарата е Брад Джилис, а групата запълват Олдридж и Сарзо.
След изтичането на договора с компанията Jet Records, която издава албумите му, Ози решава да премине към Epic Records. На уговорената среща се появява пиян и с два живи гълъба в ръка, единият от които освобождава, а другият убива, отново отхапвайки главата му. Компанията все пак подписва контракт. Китаристът Джейк И. Лий заменя Джилис, а Дейзли се връща на баса. През 1983, на 10 декември излиза новият студиен албум на Ози „Bark at the Moon“. Хитът на този албум е „Bark at the moon“. След този и преди този албум са излизали много сборни и live албуми, но са прекалено много, музикантите са почти същите като на студийните нови албуми. През 1986 22 февруари следва албумът „The Ultimate Sin“ през който въпреки хита „Shot in the Dark“ е определян от много критици като най-слабия албум на Ози. Звукът в него е по-лек и повлиян от нарастващата популярност на глем метъла. Това не му пречи да е поредният комерсиален успех.
През същата 1986 година Ози е подведен под съдебна отговорност заради песента си „Suicide Solution“ от дебютния албум „Blizzard of Ozz“ която подтиква двама тийнейджъри към самоубийство. Делото обаче е преждевременно прекратено, а Ози обявява пред медиите, че песента е посветена на загиналия му приятел и вокалист на AC/DC Бон Скот, който умира след злоупотреба с алкохол. С песента си Ози иска да покаже, че алкохолът не е решението (solution) на проблемите.
През 1987, на 19 март излиза live-албумът „Tribute“, който е посветен на загиналия Радни Роудс и съдържа неиздадения концертен материал, записан през 1981 г.. Китаристът Лий напуска и бива заменен от Зак Уайлд, когото Ози намира в бар в Ню Джърси. С него е записан албумът „No Rest for the Wicked“, който излиза на 22 октомври 1988. В последвалото турне участва и бившият басист на Black Sabbath от ранните години Гийзър Бътлър, който се присъединява към стария си приятел.
След издаването на албума „No More Tears“ през 1991 (съдържащ прочувствената балада „Mama, I'm Comming Home“, превърнала се в един от най-големите му хитове и написана съвместо с фронтмена на Motörhead Леми Килмистър, заедно с още три други песни), Ози обявява, че последвалото турне ще бъде последно, след което възнамерява да се оттегли и да се отдаде на семейството си. Турнето е увековечено с двоен live-албум „Live & Loud“, издаден през 1993.
Ози обаче не удържа на думата си и през 1995 излиза нов студиен албум, „Ozzmosis“, последван от турне под многозначителния ироничен слоган „The Retirement Sucks Tour“. За записите и концертните изяви са привлечени барабанистът на американската група Faith No More Майк Бордин и басистът Робърт Трухильо от Suicidal Tendencies. В написването на една от песните в албума, „See You on the Other Side“, участие отново взима Леми Килмистър.
Седем години трае чакането на феновете, за да излезе през 2001 година новият албум, озаглавен „Down to Earth“. Песента „Dreamer“ се завърта по телевизионния ефир и се превръща в поредния му комерсиален успех. След „Down to Earth“ излиза live албумът от 2002 „Live at Budokan“. След този албум излизат много сборни и live албуми, докато Ози не издава кавър албума „Under Cover“. В него има кавъри на Джон Ленън, Дейвид Бауи и др. Кавърът на Working Class Hero на Джон Ленън става хит.
Следва live албумът от 2005 „Prince of Darkness“. В него има много дуети и хитове на Ози. През 2007 г. следва албумът „Black Rain“. Песента „I Don`t Wanna Stop“ се превръща в поредния хит и е включена като официална песен на кеч турнира на WWE Judgment day. Също така Принцът на мрака изпя „I Don`t Wanna Stop“ на живо в WWE.
През 2009 г. в търсене на нов звук Озбърн работи с гръцкия китарист Gus G. и през следващата 2010 г. е издаден албумът "Scream".
През 2018 г. Принцът на мрака провежда последното си световно турне "No More Tours II". Две години след това излиза албумът "Ordinary man", в който участват изпълнители като Пост Малоун и Елтън Джон. В клипа към заглавия сингъл "Under the Graveyard" участва холивудският актьор Джейсън Момоа. На 9 септември 2022 г. излиза последният албум на Ози "Patient number 9". Гост-музиканти в него са Ерик Клептън, Джеф Бек, Тони Айоми, барабанистът на Foo Fighters Тейлър Хоукинс и други. Ози печели две награди "Грами" - за най-добър рок албум и най-добро метъл изпълнение.

## Подкрепа на групи
Ози е направил много групи известни, като им е позволил да подгряват негови концерти, както и като поддържа музикалния им стил и успех. Подгряваща група през 1984 г. за турнето Bark at the Moon е Mötley Crüe, които представят втория си студиен албум Shout at the Devil.
По време на турнето The Ultimate Sin Озбърн свири с Металика, които представят третия си албум Master of Puppets. Подкрепял е и Корн по време на турнето ADIDS.
През 2007 г. Ози е подгряван от Black Label Society, група в която свири Зак Уайлд (също китарист и при Ози), също както и през 2005 година на концерта на Black Sabbath в София на стадион „Локомотив“.

## Ozzfest
В средата на 90-те години Ози Озбърн и жена му Шарън организират мащабен рок фестивал, наречен Ozzfest, който се провежда всяка година в различни американски градове и освен Ози включва редица популярни и не толкова популярни рок и метъл групи, които се сменят всяка година. Фестивалът разполага с две сцени: едната е главната сцена, на която се изявяват известните и големи имена в рок музиката, а на втората сцена своя шанс за изява получават по-малко известни или нови групи. На някои от фестивалите Ози взима участие и с новосъбралата се Black Sabbath. Първото издание се състои през 1996.
Има две издадени компилации от различните издания на фестивала – първата е от 1997 и носи заглавието „The Ozzman Cometh“, а втората, „Ozzfest: Second Stage Live“, представлява двоен диск, съдържащ концертни изпълнения на повечето от групите, взели участие на фестивала през 2000 година, както и няколко песни на групи, участвали през 1996.

## The Osbournes
През 2001 година по американския телевизионен канал MTV стартира реалити шоу със сериен формат, наречено The Osbournes, което отразява живота в семейството на Ози Озбърн. Проектът е осъществен след като операторски екип на телевизията следи всяка стъпка на членовете на семейството в собствената им къща в продължение на няколко месеца. В шоуто участват Ози Озбърн, жена му Шарън Озбърн, дъщеря му Кели и синът му Джак. Втората му дъщеря Ейми обявява своето нежелание да участва, като дори остро критикува родителите си в медийното пространство за участието им в подобно шоу.

## Солова дискография
- Blizzard of Ozz (1980)
- Diary of a Madman (1981)
- Speak of the Devil (1982)
- Bark at the Moon (1983)
- Prince of Darkness (japan) (1984)
- The Other side of Ozzy (japan) (1985)
- The Ultimate Sin (1986)
- Tribute (live) (1987)
- Back to Ozz (1988)
- No Rest for the Wicked (1988)
- Best Of Ozz (1989)
- Ten Commandments (1990)
- Just Say Ozzy (live) (1990)
- No More Tears (1991)
- Live & Loud (live) (1993)
- Ozzmosis (1995)
- Greatest Hits (portugal) (1996)
- The Ozzman Cometh (1997)
- Down to Earth (2001)
- Live at Budokan (live) (2002)
- X-Posed (2002)
- The Essential Ozzy Osbourne (2003)
- Under Cover (2005)
- Prince of Darkness (2005)
- Black Rain (2007)
- Scream (2010)
- Ordinary Man (2020)
- Patient Number 9 (2022)

### Дуети
- „Close My Eyes Forever“ (1988, с Лита Форд)
- „Led Clones“ (1989, с Гари Муур)
- „I Ain't No Nice Guy“ (1992, с Леми Килмистър, налична в албума на Моторхед March or Die и в компилацията на Ози Prince of Darkness, 2005)
- „Changes“ (2003, с Кели Озборн)
- „Born to be wild“ (1994, с Mrs.Piggy)
- „Hey Stupid“ (1991, с Alice Cooper)
- „Bombers(Can't open Bomb bays)“ (1990, с Bill Ward)
- „Jack's land“(1990, с Bill Ward)
- „Shock the monkey“(1999, с Coal Chamber)
- „This means War“(1998, с Busta Rhymes)
- „Mr.Crowley“(1990, с Yngwie Malmsteen)
- „Shake your head“(1984, с Was Not Was)
- „Pictures of Matchstick man“(1997, с Type O Negative)
- „Nativity in Black“(2000, с Primus)
- „Stayin' Alive“(1991, с Dweezil Zappa)
- „Purple Haze“(1989, с Lenny Kravitz)
- „Nowhere to Run“(1998, с Crystal Method, Ol Dirty Bastard & DMX)
- „Dance in the Crazy Train“(2001, с Madonna)
- Iron Head с Rob Zombie
- Crusify the Dead [2010, със Слаш (Slash)]
- Hellraiser (30th Anniversary Edition) с Lemmy Kilmister

## Любопитно
Самият музикант нееднократно е изказвал удивлението си от факта, че все още е жив, нарича себе си „медицинско чудо“ и казва, че ще дари тялото си на Музея по естествена история. Освен традиционното за бранша пиене и дрога, той се е лекувал в психиатрична клиника, чупил е врата си по време на шофиране (като по време на лечението е бил вкаран в състояние на изкуствена кома) и страда от генетично заболяване, подобно на Паркинсоновата болест.